# Шапки (Ленінградська область)
Ша́пки (рос. Шапки) — селище в Тосненському районі Ленінградської області, Росія. Належить до муніципального утворення Шапкінське сільське поселення.